# El Mezcal
El Mezcal, es una localidad del municipio de Santiago Ixcuintla, Nayarit. Situada a una altitud de 10 m s. n. m.. Según el censo de 2000 dispone de una población de 262 habitantes en su mayoría se dedican a la ganadería, la pesca y la agricultura, principalmente se siembra frijol, sandía, sorgo, maíz y tabaco.